# Pactar amb el gat
Pactar amb el gat és un llargmetratge escrit i dirigit per Joan Marimón Padrosa, estrenat al setembre del 2007, rodat al barri de Gràcia (Barcelona), i interpretat pels actors Alberto Jiménez, Pau Roca, Rose Avalon i Belén Fabra. Ha estat doblada al català.
La pel·lícula és un retrat del barri de Gràcia vist des dels seus terrat i el seu argument parteix del motiu extret dels diaris d'Anaïs Nin que diu: “en una parella domina el que estima menys”.

## Argument
La jove Júlia conviu amb una gata bòrnia i està enamorada d'un veterinari que resulta que és el seu oncle David. Júlia fa tot el possible per estar al costat de David, però aquest té una xicota molt atractiva, Sara.
Aparissi estima en secret la Júlia. L'ajuda en el que ella li demana, des d'arreglar un endoll fins a buscar a la gata bòrnia, en el moment en què aquesta es perd.
Julia, el seu oncle David i Aparissi comencen una cerca pels terrats del barri. En aquest univers de teulades, els personatges coneixen a diversos personatges pintorescos: un detectiu que busca l'origen d'una alarma, a Consuelo, una dona que conviu amb 65 gats malalts, a uns videoartistes experimentals que viuen a la part alta d'una torre, a unes filipines molt sexys però fugitives de la policia, a Alícia, una neuròtica de sorolls (Violeta Llueca) i també al gat borni pretendent de la gata.

## Repartiment
- Rose Avalon - Júlia
- Alberto Jiménez - David
- Belén Fabra - Sara
- Pau Roca - David
- Edu Soto - Detectiu
- Vicky Peña - Consuelo
- Violeta Llueca - Alícia

## Premis
Obté 10 nominacions als VI Premis Barcelona de Cinema (2007) i el Prix Demon en la Biennal de Cinema Espanyol d'Annecy (2008).
Al juny del 2009 l'editorial Octaedre publica el llibre “Pactar amb el gat”, que conté una introducció sobre teoria de guió clàssic, la transcripció del guió del film i un relat de totes les modificacions que ha experimentat el text original des dels assajos amb els actors fins al muntatge final.

## Ambientació
La pel·lícula està ambientada al barri de Gràcia (Barcelona), als carrers entorn de la Plaça de la Virreina. El KOP (Kasal Okupa Prat), conegut com la Capella Sixtina del Grafiti, al Prat de Llobregat, demolit a l'octubre del 2009, és una altra de les localitzacions. Diverses escenes de gats han estat rodades a Badalona.